# Trichaphodioides dimorphus
Trichaphodioides dimorphus är en skalbaggsart som beskrevs av Rudolph Petrovitz 1966. Trichaphodioides dimorphus ingår i släktet Trichaphodioides och familjen Aphodiidae. Inga underarter finns listade i Catalogue of Life.